# 丸茂作太郎
丸茂 作太郎（まるも さくたろう、1903年（明治36年）5月25日 - 1988年（昭和63年））は、昭和期の実業家、政治家。長野県茅野市長。

## 来歴
長野県諏訪郡玉川村（現・茅野市）で、丸茂米作、きち の四男として生まれた。生家は製糸業で、旧制諏訪中学（現・長野県諏訪清陵高等学校）を経て、旧制東京高等蚕糸学校（現・東京農工大学）卒業。1927年（昭和2年）丸茂製糸場に入社。1932年（昭和7年）同郡永明村（現・茅野市）に丸茂製糸工場を設立した。
1941年（昭和16年）永明村翼賛壮年団長に就任。1942年（昭和17年）永明村会議員となった。以後、ちの町消防団長、茅野町消防団長、茅野町議会議員などを歴任。茅野市発足後、消防団長、長野県消防協会副会長、茅野市商工会議所副会頭を務めた。1959年（昭和34年）茅野市議会議員に選出された。同年5月8日から1961年（昭和36年）4月28日まで同第2代議長を務めた。

### 1967年茅野市長選挙
1967年（昭和42年）4月28日の茅野市長選挙に立候補して、新人2人を破って初当選を果たした。
※当日有権者数：-人 最終投票率：95.11%（前回比：0.93pts）
| 候補者名   | 年齢 | 所属党派 | 新旧別 | 得票数  | 得票率 | 推薦・支持 |
| ---------- | ---- | -------- | ------ | ------- | ------ | ---------- |
| 丸茂作太郎 | 63   | 無所属   | 新     | 9,733票 | 43.4%  | -          |
| 原田文也   | 51   | 無所属   | 新     | 8,505票 | 37.9%  | -          |
| 矢崎哲男   | 56   | 無所属   | 新     | 4,198票 | 18.7%  | -          |

同月30日に就任した。在任中は市営団地の造成や、観光開発、道路行政に力を入れ、道路行政に力を注ぎ道路市長と称された。

### 1971年茅野市長選挙
1971年（昭和46年）の市長選挙に立候補し、社会党推薦の新人を含め3人の争いとなったが、新人の原田文也に敗れた。
※当日有権者数：-人 最終投票率：-%（前回比：-pts）
| 候補者名   | 年齢 | 所属党派 | 新旧別 | 得票数   | 得票率 | 推薦・支持     |
| ---------- | ---- | -------- | ------ | -------- | ------ | -------------- |
| 原田文也   | -    | 無所属   | 新     | 11,093票 | 45.5%  | -              |
| 丸茂作太郎 | -    | 無所属   | 前     | 7,151票  | 29.3%  | -              |
| 机元三     | -    | 無所属   | 新     | 6,117票  | 25.1%  | 日本社会党推薦 |

4月29日に退任した。
また1972年（昭和47年）全国国用器械製糸工業組合連合会理事、1975年（昭和50年）長野県国用器械製糸工業組合理事を歴任し、製糸業の発展に貢献した。

## 人物
- 宗教は仏教で、趣味は園芸[3]